# Aretusa (torpilleur)
Le Aretusa (fanion « AU » (plus tard « F 556 »)) était un torpilleur italien de la classe Spica - type Alcione lancé en 1938 pour la Marine royale italienne (en italien : Regia Marina).

## Conception et description
Les torpilleurs de la classe Spica devaient répondre au traité naval de Londres qui ne  limitait pas le nombre de navires dont le déplacement standard était inférieur à 600 tonnes. Hormis les 2 prototypes, 3 autres types ont été construits : Alcione, Climene et Perseo. Ils avaient une longueur totale de 81,42 à 83,5 mètres, une largeur de 7,92 à 8,20 mètres et un tirant d'eau de 2,55 à 3,09 mètres. Ils déplaçaient 652 à 808 tonnes à charge normale, et 975 à 1 200 tonnes à pleine charge. Leur effectif était de 6 à 9 officiers et de 110 sous-officiers et marins
Les Spica étaient propulsés par deux turbines à vapeur à engrenages Parsons , chacune entraînant un arbre d'hélice et utilisant la vapeur fournie par deux chaudières Yarrow. La puissance nominale des turbines était de 19 000 chevaux-vapeur (14 000  kW) pour une vitesse de 33 nœuds (61  km/h) en service, bien que les navires aient atteint des vitesses supérieures à 34 nœuds (62,97  km/h) lors de leurs essais en mer alors qu'ils étaient légèrement chargés. Ils avaient une autonomie de 1 910 milles nautiques (3 540  km) à une vitesse de 15 nœuds (27,7  km/h)
Leur batterie principale était composée de 3 canons 100/47 OTO Model 1937. La défense antiaérienne (AA) des navires de la classe Spica était assurée par 4 mitrailleuses jumelées Breda Model 1931 de 13,2 millimètres. Ils étaient équipés de 2 tubes lance-torpilles de 450 millimètres (21 pouces) dans deux supports jumelés au milieu du navire.  Les Spica étaient également équipés de  2 lanceurs de charges de profondeur et d'un équipement pour le transport et la pose de 20 mines.

## Construction et mise en service
Le Aretusa est construit par le chantier naval Cantiere navale di Sestri Ponente à Sestri Ponente en Italie, et mis sur cale le 29 octobre 1936. Il est lancé le 6 février 1938 et est achevé et mis en service le 1er juillet 1938. Il est commissionné le même jour dans la Regia Marina.

## Histoire de service
Immédiatement après son entrée en service, le Aretusa est affecté au Ier escadron de torpilleurs de la division de l'école de commandement d'Augusta. En 1939, il est transféré au XIIe escadron du Haut Commandement de la Marine libyenne.

### Seconde Guerre mondiale
À l'entrée de l'Italie dans la Seconde Guerre mondiale, le navire fait partie de la Ier escadron de torpilleurs basé à Messine, qui forme avec les navires-jumeaux (sister ships) Alcione, Airone et Ariel. Il a effectué des missions d'escorte de convois dans la mer Égée et en provenance et à destination de l'Afrique du Nord.
Le 29 juillet 1940, dans le cadre de l'opération "Trasporto Veloce Lento", le Aretusa et les trois autres torpilleurs du Ier escadron de torpilleurs sont envoyés en renfort de l'escorte - torpilleurs Circe, Clio, Climene et Centauro du XIIIe escadron de torpilleurs - d'un convoi composé du paquebot à vapeur Marco Polo et des croiseurs auxiliaires Città di Palermo et Città di Napoli, naviguant de Naples à Benghazi.
Dans la nuit du 5 au 6 septembre 1940, le Aretusapose un barrage de 56 mines dans les eaux de La Valette avec ses navires-jumeaux Alcione, Ariel et Altair.
Entre le 31 octobre et le 1er novembre de la même année, le Andromeda, le Antares, le Altair et le Aretusa auraient dû soutenir les "Forces navales spéciales" dans les opérations de débarquement à Corfou, mais ce débarquement a été annulé peu après le départ des navires de la base. Les troupes embarquées sur les unités de débarquement (deux vieux croiseurs, autant de vieux destroyers, onze vieux torpilleurs, quatre croiseurs auxiliaires, trois navires de débarquement et quatre vedettes-torpilleurs MAS) sont transportées par celles-ci à Vlora.
Au cours de 1941, le torpilleur est modifié par l'élimination des inefficaces mitrailleuses de 13,2  mm et leur remplacement par huit canons de 20/65  mm,. Deux autres lanceurs de charges de profondeur sont également embarqués.
Le 2 janvier, le Aretusa appareille de Vlora pour escorter les navires à passagers Albano et Caterina vers Durres, mais à 15h49 ce jour-là, le Albano heurte une mine et coule à environ dix milles nautiques (18  km) de Durres. Le torpilleur sauve 35 des 40 hommes à bord du paquebot.
Le 4 mai, le Aretusa, le Altair et le Antares, ainsi que le croiseur auxiliaire Barletta, quittent Brindisi et escortent le convoi qui débarque le corps expéditionnaire italien à Argostoli (Céphalonie).
Le 22 juillet, le Aretusa effectue une action anti-sous-marine dont le résultat ne peut être déterminé.
Le 29 novembre, le Aretusa quitte Pýlos pour Benghazi en escortant, avec le torpilleur Pegaso, le pétrolier Volturno. Au cours de la même journée, le Volturno est endommagé par l'aviation maltaise et contraint de rentrer au port.
Dans la nuit du 13 au 14 décembre, le Aretusa et son navire-jumeau Lince sont envoyées pour rejoindre les destroyers Vivaldi, da Noli, Aviere, Geniere, Carabiniere et Camicia Nera dans l'escorte du cuirassé Vittorio Veneto pendant la navigation de retour à Tarente, après le torpillage du cuirassé par un sous-marin britannique pendant l'opération de trafic "M 41".
Le 3 janvier 1942 à 15h00, le Aretusa, dans le cadre de l'opération "M 43", appareille de Tarente pour escorter vers Tripoli, avec les torpilleurs Castore, Orsa et Antares, le moderne navire à moteur Monviso et le grand pétrolier Giulio Giordani, dans ce qui aurait été la dernière mission opérationnelle du cuirassé Giulio Cesare. Le convoi arrive à destination sans encombre le 5 janvier.
Le 31 janvier, le torpilleur effectue une autre action anti-sous-marine, mais sans pouvoir en vérifier les résultats.
Le 5 février, l'unité, avec le torpilleur Orsa, chasse un sous-marin qui a attaqué sans succès le pétrolier Rondine au large du cap San Vito.
Les 7 au 9 mars, le torpilleur devait faire partie de l'escorte de trois convois vers la Libye dans le cadre de l'opération "V 5", mais il est remplacé par le destroyer Scirocco.
Le 12 mars, le Aretusa chasse un sous-marin, mais il n'a pas été possible de voir les résultats.
Le 23 juin de la même année, le Aretusa et le Antares prennent en charge le destroyer Turbineet le torpilleur Partenope dans l'escorte du navire à moteur Mario Roselli qui, endommagé par des bombardiers-torpilleurs alors qu'il se rendait à Benghazi, rentre à Tarente en remorquant le torpilleur Orsa et assisté des remorqueurs Gagliardo, Pluto, Fauna et Portoferraio.
Le 17 octobre, le navire appareille de Brindisi pour escorter, avec le torpilleur Orsa, le navire à moteur Monginevro. Le convoi rejoint ensuite le navire à moteur Ankara qui est escorté par les destroyers Aviere, Geniere et Camicia Nera, tandis que le lendemain l'escorte est renforcée par un autre destroyer, l’Alpino. Vers la fin de la navigation, le convoi se divise: tandis que les autres navires se dirigent vers Benghazi, l’Alpino, le Ankara, le Orsa et le Aretusa atteignent Tobrouk, après avoir survécu indemne à deux attaques à la torpille.
Le 30 novembre, à onze heures du soir, il quitte Naples pour escorter vers Tripoli, avec les torpilleurs Lupo, Ardito et Sagittario, le convoi " C ", formé par les vapeurs Chisone, Veloce et Devoli. Vers huit heures du soir du 2 décembre, le convoi est attaqué par quatre bombardiers-torpilleurs Fairey Albacore de la 821e et 828e escadrille de Malte. Le Aretusa détruit avec son propre armement un des bombardiers-torpilleurs, et aussi le vapeur Veloce réussit avec ses propres mitrailleuses à abattre un avion, mais à 20h5, il est touché par une torpille qui l'enflamme. Le torpilleur Lupo reste sur place pour prêter assistance, tandis que le reste du convoi poursuit sa route vers sa destination. Entre 23h30 et minuit, le Lupo et le Veloce sont attaqués par la Force K britannique et coulés après un combat acharné. Le reste du convoi arrive à Tripoli à 19 heures le 3 décembre.
Le 13 avril 1943, au cours d'un bombardement aérien, le Aretusa est touché et gravement endommagé par des bombes d'avion près de Favignana, sur les rives de laquelle il s'est échoué. Récupéré, il a été remorqué à Palerme pour les réparations nécessaires.
Après de longues réparations, le navire redevient opérationnel le 1er août 1943, basé à Naples et encadré avec le Sirio, le Lince, le Sagittario, le Clio et le Cassiopea dans le Ier escadron de torpilleurs de la Ve division navale.

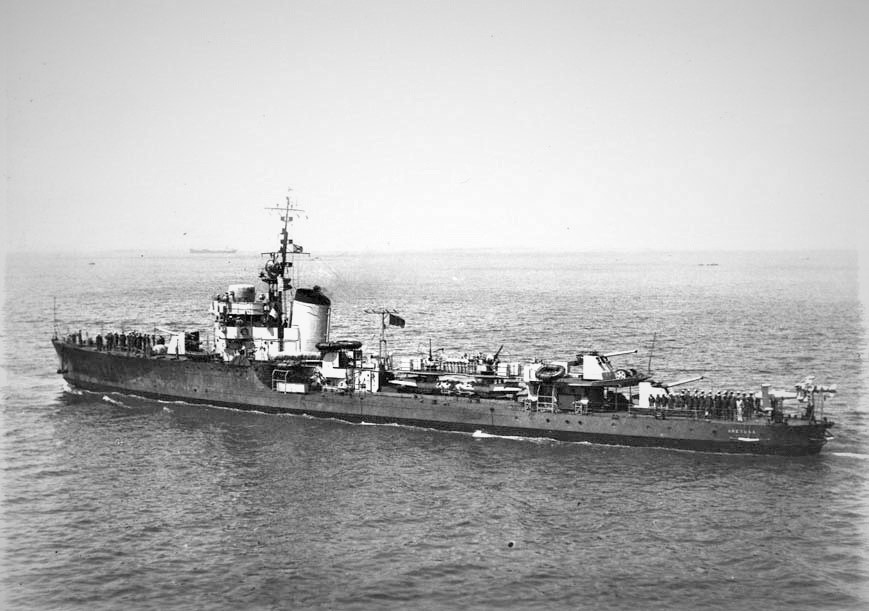
Le Aretusa avec les couleurs de la cobelligérance

### Cobelligérance
Après l'armistice (armistice de Cassibile), le Aretusa réussit à atteindre un port sous contrôle allié.
A l'automne 1943, l'unité participe aux opérations d'évacuation des troupes italiennes bloquées dans les Balkans.
Pendant la cobelligérance (1943-1945), le Aretusa est également employé dans des missions d'escorte de convois pour le compte des Alliés.

### Service dans la marine italienne
Après la guerre, l'unité fait partie des navires laissés à l'Italie par le traité de paix et est donc incorporée dans la Marina Militare (Marine militaire italienne) et placée dans la 3e escadrille de torpilleurs sous le Haut Commandement des torpilleurs.
À partir de décembre 1952, le Aretusa est soumis pendant environ 10 mois à d'importants travaux de modernisation et de changement d'armement à la fin desquels il est reclassé comme corvette rapide: les quatre tubes lance-torpilles et un des canons de 100/47  mm sont retirés, tandis qu'un lanceur anti-sous-marin "Porcospino" est installé. Après l'entrée de l'Italie dans l'OTAN, le navire reçoit également en 1953 le nouveau code d'identification F 556.
Le navire participe à des exercices avec les forces de l'OTAN.
En 1958, le Aretusa subit de nouvelles modernisations, comme l'élimination des deux canons de 100  mm restants, remplacés par deux canons simples de 40/60  mm Mk 3.
Radié le 1er août 1958, l'appareil est ensuite envoyé à la démolition.

### Commandement
- Lieutenant de vaisseau (Tenente di vascello) Mario Castelli Della Vinca (né à Bologne le 21 juillet 1908)
- Capitaine de corvette (Capitano di corvetta) Roberto Guidotti (né le 26 décembre 1910)

## Sources
- (it) Cet article est partiellement ou en totalité issu de l’article de Wikipédia en italien intitulé « Aretusa (torpediniera) » (voir la liste des auteurs).